# Boigny-sur-Bionne
 Boigny-sur-Bionne  es una población y comuna francesa, situada en la región de Centro, departamento de Loiret, en el distrito de Orleans y cantón de Saint Jean-de-Braye.

## Demografía
| 238 | 276 | 1596 | 1516 | 1619 | 1890 |
| Para los censos de 1962 a 1999 la población legal corresponde a la población sin duplicidades (Fuente: INSEE [Consultar]) |     |      |      |      |      |